# Sjømannsmonumentet

Blick von Nordosten, 2019

Südseite

Das Sjømannsmonumentet ist ein Denkmal für die Seefahrer in der norwegischen Stadt Bergen. 

## Lage
Es befindet sich in der Innenstadt von Bergen, am nördlichen Ende des Platzes Torgallmenningen.

## Geschichte
Erste Pläne zum Bau eines solchen Denkmals entstanden bereits 1917. Die Bergens Rederiforening und die Bergens Skipperforening beabsichtigten ein Kriegerdenkmal für Seeleute zu errichten. Sofus Madsen erarbeitete einen Entwurf, der jedoch auf Ablehnung stieß. Man entschloss sich dann, das Denkmal nicht als Kriegerdenkmal, sondern als allgemeine Ehrung der Seefahrer zu errichten. Im Jahr 1938 wurde ein offener Wettbewerb ausgeschrieben, in dem 45 Entwürfe eingingen. Als Sieger ging der Entwurf des Bildhauers Dyre Vaa hervor.
Bedingt durch den Zweiten Weltkrieg konnte es jedoch zunächst nicht verwirklicht werden. Die Einweihung erfolgt erst am 7. Juni 1950 durch den Industrieminister Lars Evensen. Es ehrt den Einsatz norwegischer Seefahrer. Vom Standort des Denkmals aus besteht keine direkte Sichtbeziehung zum Meer oder zum Hafen, was auch Kritik hervorrief. 1999 wurde im Zuge einer Neugestaltung des Torgallmenningen um das Denkmal ein Wasserbecken errichtet.

## Gestaltung
Das Denkmal besteht aus einem sieben Meter hohen, massiv wirkenden Block. Auf den vier Seiten des Blocks befinden sich jeweils zwei Reliefs, die historische, in Zusammenhang mit der Seefahrt stehende Ereignisse zeigen. Der Block ruht auf einem Sockel, der von zwölf Bronzeskulpturen, drei auf jeder Seite, umstanden wird, die Seefahrer aus verschiedenen Zeiten darstellen. Als Modelle für die Figuren nutzte Vaa Bauern aus der Telemark. Er bereitete deutlich mehr Figuren vor, als später tatsächlich gebraucht wurden. So standen 1944 in seinem Atelier 25 Gipsfiguren.
Auf der Ostseite wird die Entdeckung Amerikas durch die Wikinger im 10. Jahrhundert dargestellt. Die Reliefs zeigen ein segelndes Wikingerschiff und ein Treffen zwischen Wikingern und Indianern. Eine weitere Seite ist dem 18. Jahrhundert gewidmet und stellt auf den Reliefs die Wiederentdeckung Grönland von Bergen aus dar. Zu sehen ist unter anderem Hans Egede, der Inuit das christliche Evangelium predigt. Die davor auf der Südseite stehenden Skulpturen zeigen unter anderem einen Befehle gebenden Kapitän. Dem 19. Jahrhundert mit dem Walfang ist die Westseite gewidmet. Auf der Nordseite wird des 20. Jahrhunderts gedacht und Handelsfahrten dargestellt. Die Reliefs zeigen ein Schiff vor einem Sonnenaufgang und eine Auferstehungsszene, in der ein Engel einen Ertrunkenen zu ewigem Leben erweckt.